# Ben Smith (rugbista 1983)
Ben William Smith (Tauranga, 20 giugno 1983) è un ex rugbista a 15 neozelandese, già tre quarti centro di Otago, Bay of Plenty e Calvisano.

## Biografia
Proveniente dalle giovanili del Bay of Plenty, sua provincia di origine, esordì nel Campionato provinciale neozelandese nelle file di Otago, entrando anche a far parte della franchise di Super Rugby degli Highlanders.
Quando il suo più giovane, e in prospettiva più famoso, omonimo Ben Smith giunse a Otago, per distinguersi da quest'ultimo si diede scherzosamente il soprannome di Billy Elusiv (costruito sul termine in inglese elusive, "sfuggente"), ma l'anno successivo lasciò la squadra per giocare in Italia a Calvisano; tornato in patria fu ingaggiato dal Bay of Plenty e successivamente ebbe un nuovo passaggio a Calvisano con cui si laureò campione d'Italia 2011-12 prima di tornare in Nuova Zelanda, nuovamente a Bay of Plenty, per quattro stagioni.
Nel 2017 si trasferì a Southland ma un infortunio mise fine alla sua carriera.
Nel post-attività agonistica si dedica a gare di motociclismo sportivo e alla conduzione, insieme a sua moglie, di un'agenzia di fitness che fornisce programmi personalizzati d'allenamento.

## Palmarès
- Campionati italiani: 1
Calvisano: 2011-12
- Trofei Eccellenza : 1
Calvisano: 2011-12